# Super Rugby 2016
Il Super Rugby 2016 fu la 21ª edizione del Super Rugby SANZAAR, torneo professionistico annuale di rugby a 15 tra squadre di club delle federazioni australiana, neozelandese, sudafricana e, per la prima volta, argentina e giapponese.
Si è trattata della prima edizione a cui hanno partecipato 18 squadre; per operare l'ampliamento SANZAAR ha ammesso la sesta squadra sudafricana eliminando quindi la necessità di disputare uno spareggio tra la quinta di tale Paese in un'edizione e l'esclusa nell'edizione precedente, e ha aggiunta una franchise dall'Argentina e un'altra dal Giappone, rispettivamente gli Jaguares di Buenos Aires e i Sunwolves di Tokyo, con campo alternativo a Singapore.

## Formato
Il torneo si è svolto con una stagione regolare con turni settimanali e una fase di play-off a eliminazione diretta con quarti di finale a 8 squadre, semifinali e finale.
Le 18 formazione sono state suddivise in due gruppi: il Gruppo Australasia che comprende le 5 formazioni neozelandesi e le 5 australiane e il Gruppo Sud Africa che comprende le 6 formazioni sudafricane, la formazione argentina e quella giapponese.
Ogni gruppo è stato a sua volta suddiviso in due gironi (conference): nel Gruppo Australasia una conference con le 5 squadre australiane e una con le 5 formazioni neozelandesi; il Gruppo Sud Africa invece la conference Africa 1 che comprendeva 3 formazioni sudafricane e quella giapponese e la conference Africa 2 che comprendeva le altre 3 formazioni sudafricane e quella argentina.
La stagione regolare è stata organizzata in 17 turni (round), ma ogni squadra ha giocato 15 incontri osservando due turni di riposo. Inoltre ogni squadra ha giocato 6 partite all'interno della propria conference e 9 partite di sola andata con le squadre di altre conference:
- nel Gruppo Sud Africa:
  - ogni squadra ha giocato 3 partite in casa e 3 in trasferta contro le squadre della propria conference;
  - ogni squadra ha giocato 4 partite (2 in casa e 2 in trasferta) contro le squadre dell'altra conference del Gruppo Sud Africa;
  - le squadre della conference Africa 1 hanno giocato 5 partite (in casa o in trasferta) contro le squadre della conference australiana;
  - le squadre della conference Africa 2 hanno giocato 5 partite (in casa o in trasferta) contro le squadre della conference neozelandese;
- nel Gruppo Australasia
  - ogni squadra ha giocato 2 partite in casa e 2 in trasferta contro due squadre della propria conference;
  - ogni squadra ha giocato 1 partita contro ognuna delle altre due squadre della propria conference;
  - ogni squadra ha giocato 5 partite (in casa o in trasferta) contro le squadre dell'altra conference del Gruppo Australasia;
  - ogni squadra della conference australiana ha giocato 4 partite (in casa o in trasferta) contro le squadre della conference Africa 1;
  - ogni squadra della conference neozelandese ha giocato 4 partite (in casa o in trasferta) contro le squadre della conference Africa 2;

Alla fase a eliminazione diretta si sono qualificate le 4 vincitrici di ogni conference, le 3 migliori non vincitrici di conference del Gruppo Australasia e la miglior non vincitrice di conference del Gruppo Sud Africa secondo la classifica dei gruppi; erano quindi riservati 5 posti a squadre australiane e neozelandesi e 3 posti a squadre del gruppo sudafricano. Le classifiche dei gruppi sono state stilate considerando ai primi due posti le vincitrici di conference indipendentemente dai punti effettivi. La classifica complessiva è stata utilizzata per stabilire il tabellone dei play-off: ai primi 4 posti le squadre vincitrice di conference che nei quarti di finale hanno incontrato le altre qualificate in ordine di classifica inversa. Le partite di payoff sono state in gara unica in casa della formazione meglio classificata nella stagione regolare.

## Squadre partecipanti e ambiti territoriali
| Gruppo Sudafrica          | Gruppo Sudafrica          | Gruppo Sudafrica          | Gruppo Sudafrica                                                                                      |
| Paese                     | Squadra                   | Sede                      | Area                                                                                                  |
| Conference Africa 1 (AF1) | Conference Africa 1 (AF1) | Conference Africa 1 (AF1) | Conference Africa 1 (AF1)                                                                             |
| ------------------------- | ------------------------- | ------------------------- | --- |
| Sudafrica                 | Bulls                     | Pretoria                  | East Rand e la provincia del Limpopo                                                                  |
| Sudafrica                 | Cheetahs                  | Bloemfontein              | Free State e la provincia del Capo Settentrionale                                                     |
| Sudafrica                 | Stormers                  | Città del Capo            | L'area metropolitana di Città del Capo più i distretti di Cape Winelands, West Coast e Overberg       |
| Giappone                  | Sunwolves                 | Tokyo, Singapore          | Giappone, Asia orientale                                                                              |
| Conference Africa 2 (AF1) |                           |                           | |
| Sudafrica                 | Lions                     | Johannesburg              | L'area metropolitana di Johannesburg, il Gauteng meridionale, Mpumalanga e la provincia del Nordovest |
| Sudafrica                 | Sharks                    | Durban                    | KwaZulu-Natal                                                                                         |
| Sudafrica                 | Southern Kings            | Port Elizabeth            | Provincia del Capo Orientale ed estremità orientale di quella del Capo Occidentale                    |
| Argentina                 | Jaguares                  | Buenos Aires              | Argentina                                                                                             |

| Gruppo Australasia       | Gruppo Australasia   | Gruppo Australasia   | Gruppo Australasia                                                                               |
| Paese                    | Squadra              | Sede                 | Area                                                                                             |
| Conference Australia     | Conference Australia | Conference Australia | Conference Australia                                                                             |
| ------------------------ | -------------------- | -------------------- | ------------------------------------------------------------------------------------------------ |
| Australia                | Brumbies             | Canberra             | Territorio della Capitale Australiana più il New South Wales meridionale                         |
| Australia                | Rebels               | Melbourne            | Stato di Victoria                                                                                |
| Australia                | Reds                 | Brisbane             | Stato del Queensland                                                                             |
| Australia                | Waratahs             | Sydney               | Stato del Nuovo Galles del Sud centrale e occidentale                                            |
| Australia                | Western Force        | Perth                | Stato dell'Australia Occidentale                                                                 |
| Conference Nuova Zelanda |                      |                      |                                                                                                  |
| Nuova Zelanda            | Blues                | Auckland             | Penisola di Northland e la regione di Auckland centrale e settentrionale                         |
| Nuova Zelanda            | Chiefs               | Hamilton             | I distretti di Waikato, Tauranga, Rotorua e New Plymouth, oltre la parte meridionale di Auckland |
| Nuova Zelanda            | Crusaders            | Christchurch         | Le regioni di Canterbury, Tasman, Nelson, West Coast e Marlborough                               |
| Nuova Zelanda            | Highlanders          | Dunedin              | I distretti di Otago e Southland                                                                 |
| Nuova Zelanda            | Hurricanes           | Wellington           | I distretti di Wellington, Palmerston North e Napier                                             |

## Stagione regolare

### Risultati
|           | 1ª giornata           |       |
| --------- | --------------------- | ----- |
| 26-2-2016 | Blues — Highlanders   | 33-31 |
| 26-2-2016 | Brumbies — Hurricanes | 52-10 |
| 26-2-2016 | Cheetahs — Jaguares   | 33-34 |
| 27-2-2016 | Sunwolves — Lions     | 13-26 |
| 27-2-2016 | Crusaders — Chiefs    | 21-27 |
| 27-2-2016 | Waratahs — Reds       | 30-10 |
| 27-2-2016 | Force — Rebels        | 19-25 |
| 27-2-2016 | Kings — Sharks        | 8-43  |
| 27-2-2016 | Stormers — Bulls      | 33-9  |

|           | 4ª giornata            |       |
| --------- | ---------------------- | ----- |
| 18-3-2016 | Hurricanes — Force     | 41-6  |
| 18-3-2016 | Waratahs — Highlanders | 26-30 |
| 18-3-2016 | Bulls — Sharks         | 16-16 |
| 19-3-2016 | Sunwolves — Rebels     | 9-35  |
| 19-3-2016 | Crusaders — Kings      | 57-24 |
| 19-3-2016 | Reds — Blues           | 25-25 |
| 19-3-2016 | Lions — Cheetahs       | 39-22 |
| 19-3-2016 | Stormers — Brumbies    | 31-11 |
| 19-3-2016 | Jaguares — Chiefs      | 26-30 |

|          | 7ª giornata           |       |
| -------- | --------------------- | ----- |
| 8-4-2016 | Chiefs — Blues        | 29-23 |
| 8-4-2016 | Force — Crusaders     | 19-20 |
| 8-4-2016 | Stormers — Sunwolves  | 46-19 |
| 9-4-2016 | Hurricanes — Jaguares | 40-22 |
| 9-4-2016 | Reds — Highlanders    | 28-27 |
| 9-4-2016 | Sharks — Lions        | 9-24  |
| 9-4-2016 | Kings — Bulls         | 6-38  |
| rip.     | Brumbies, Cheetahs,   |       |
|          | Rebels, Waratahs      |       |

|           | 10ª giornata           |       |
| --------- | ---------------------- | ----- |
| 29-4-2016 | Chiefs — Sharks        | 24-22 |
| 29-4-2016 | Force — Bulls          | 20-42 |
| 30-4-2016 | Highlanders — Brumbies | 23-10 |
| 30-4-2016 | Blues — Rebels         | 36-30 |
| 30-4-2016 | Reds — Cheetahs        | 30-14 |
| 30-4-2016 | Lions — Hurricanes     | 17-50 |
| 30-4-2016 | Stormers — Waratahs    | 30-32 |
| 30-4-2016 | Jaguares — Kings       | 73-27 |
| rip.      | Crusaders, Sunwolves   |       |

|           | 13ª giornata            |       |
| --------- | ----------------------- | ----- |
| 20-5-2016 | Crusaders — Waratahs    | 29-10 |
| 21-5-2016 | Reds — Sunwolves        | 35-25 |
| 21-5-2016 | Chiefs — Rebels         | 36-15 |
| 21-5-2016 | Force — Blues           | 13-17 |
| 21-5-2016 | Lions — Jaguares        | 52-24 |
| 21-5-2016 | Sharks — Kings          | 53-0  |
| 21-5-2016 | Bulls — Stormers        | 17-13 |
| rip.      | Brumbies, Cheetahs,     |       |
|           | Highlanders, Hurricanes |       |

|          | 16ª giornata           |       |
| -------- | ---------------------- | ----- |
| 8-7-2016 | Blues — Brumbies       | 40-15 |
| 8-7-2016 | Reds — Chiefs          | 5-50  |
| 8-7-2016 | Lions — Kings          | 57-21 |
| 9-7-2016 | Crusaders — Rebels     | 85-26 |
| 9-7-2016 | Waratahs — Hurricanes  | 17-28 |
| 9-7-2016 | Force — Stormers       | 3-22  |
| 9-7-2016 | Bulls — Sunwolves      | 50-3  |
| 9-7-2016 | Sharks — Cheetahs      | 26-10 |
| 9-7-2016 | Jaguares — Highlanders | 8-34  |

|          | 2ª giornata              |       |
| -------- | ------------------------ | ----- |
| 4-3-2016 | Crusaders — Blues        | 28-13 |
| 4-3-2016 | Brumbies — Waratahs      | 32-15 |
| 5-3-2016 | Chiefs — Lions           | 32-36 |
| 5-3-2016 | Highlanders — Hurricanes | 17-16 |
| 5-3-2016 | Reds — Force             | 6-22  |
| 5-3-2016 | Bulls — Rebels           | 45-25 |
| 5-3-2016 | Cheetahs — Stormers      | 10-20 |
| 5-3-2016 | Sharks — Jaguares        | 19-15 |
| rip.     | Sunwolves, Kings         |       |

|           | 5ª giornata          |       |
| --------- | -------------------- | ----- |
| 25-3-2016 | Hurricanes — Kings   | 42-20 |
| 26-3-2016 | Chiefs — Force       | 53-10 |
| 26-3-2016 | Rebels — Highlanders | 3-27  |
| 26-3-2016 | Sunwolves — Bulls    | 27-30 |
| 26-3-2016 | Cheetahs — Brumbies  | 18-25 |
| 26-3-2016 | Sharks — Crusaders   | 14-19 |
| 26-3-2016 | Jaguares — Stormers  | 8-13  |
| 27-3-2016 | Reds — Waratahs      | 13-15 |
| rip.      | Blues, Lions         |       |

|           | 8ª giornata          |       |
| --------- | -------------------- | ----- |
| 15-4-2016 | Crusaders — Jaguares | 32-15 |
| 15-4-2016 | Rebels — Hurricanes  | 13-38 |
| 15-4-2016 | Cheetahs — Sunwolves | 92-17 |
| 16-4-2016 | Blues — Sharks       | 23-18 |
| 16-4-2016 | Waratahs — Brumbies  | 20-26 |
| 16-4-2016 | Bulls — Reds         | 41-22 |
| 16-4-2016 | Lions — Stormers     | 29-22 |
| rip.      | Chiefs, Force,       |       |
|           | Highlanders, Kings   |       |

|          | 11ª giornata         |       |
| -------- | -------------------- | ----- |
| 6-5-2016 | Crusaders — Reds     | 38-5  |
| 6-5-2016 | Brumbies — Bulls     | 23-6  |
| 7-5-2016 | Sunwolves — Force    | 22-40 |
| 7-5-2016 | Chiefs — Highlanders | 13-26 |
| 7-5-2016 | Waratahs — Cheetahs  | 21-6  |
| 7-5-2016 | Sharks — Hurricanes  | 32-15 |
| 7-5-2016 | Kings — Blues        | 18-34 |
| rip.     | Jaguares, Lions,     |       |
|          | Rebels, Stormers     |       |

|           | 14ª giornata             |       |
| --------- | ------------------------ | ----- |
| 27-5-2016 | Hurricanes — Highlanders | 27-20 |
| 27-5-2016 | Waratahs — Chiefs        | 45-25 |
| 27-5-2016 | Kings — Jaguares         | 29-22 |
| 28-5-2016 | Blues — Crusaders        | 21-26 |
| 28-5-2016 | Brumbies — Sunwolves     | 66-5  |
| 28-5-2016 | Stormers — Cheetahs      | 31-24 |
| 28-5-2016 | Bulls — Lions            | 20-56 |
| 29-5-2016 | Rebels — Force           | 27-22 |
| rip.      | Reds, Sharks             |       |

|           | 17ª giornata           |       |
| --------- | ---------------------- | ----- |
| 15-7-2016 | Blues — Waratahs       | 34-28 |
| 15-7-2016 | Reds — Rebels          | 28-31 |
| 15-7-2016 | Sharks — Sunwolves     | 40-29 |
| 16-7-2016 | Crusaders — Hurricanes | 10-35 |
| 16-7-2016 | Highlanders — Chiefs   | 25-15 |
| 16-7-2016 | Brumbies — Force       | 24-10 |
| 16-7-2016 | Stormers — Kings       | 52-24 |
| 16-7-2016 | Cheetahs — Bulls       | 17-43 |
| 16-7-2016 | Jaguares — Lions       | 34-22 |

|           | 3ª giornata          |       |
| --------- | -------------------- | ----- |
| 11-3-2016 | Blues — Hurricanes   | 19-23 |
| 11-3-2016 | Force — Brumbies     | 14-31 |
| 12-3-2016 | Highlanders — Lions  | 34-15 |
| 12-3-2016 | Rebels — Reds        | 25-23 |
| 12-3-2016 | Sunwolves — Cheetahs | 31-32 |
| 12-3-2016 | Kings — Chiefs       | 24-58 |
| 12-3-2016 | Stormers — Sharks    | 13-18 |
| rip.      | Jaguares, Bulls,     |       |
|           | Crusaders, Waratahs  |       |

|          | 6ª giornata         |       |
| -------- | ------------------- | ----- |
| 1-4-2016 | Highlanders — Force | 32-20 |
| 1-4-2016 | Lions — Crusaders   | 37-43 |
| 2-4-2016 | Blues — Jaguares    | 24-16 |
| 2-4-2016 | Brumbies — Chiefs   | 23-48 |
| 2-4-2016 | Kings — Sunwolves   | 33-28 |
| 2-4-2016 | Bulls — Cheetahs    | 23-18 |
| 3-4-2016 | Waratahs — Rebels   | 17-21 |
| rip.     | Hurricanes, Reds,   |       |
|          | Sharks, Stormers    |       |

|           | 9ª giornata          |       |
| --------- | -------------------- | ----- |
| 22-4-2016 | Highlanders — Sharks | 14-15 |
| 22-4-2016 | Rebels — Cheetahs    | 36-14 |
| 23-4-2016 | Sunwolves — Jaguares | 36-28 |
| 23-4-2016 | Hurricanes — Chiefs  | 27-28 |
| 23-4-2016 | Force — Waratahs     | 13-49 |
| 23-4-2016 | Stormers — Reds      | 40-22 |
| 23-4-2016 | Kings — Lions        | 10-45 |
| 24-4-2016 | Brumbies — Crusaders | 14-40 |
| rip.      | Blues, Bulls         |       |

|           | 12ª giornata            |       |
| --------- | ----------------------- | ----- |
| 13-5-2016 | Highlanders — Crusaders | 34-26 |
| 13-5-2016 | Rebels — Brumbies       | 22-30 |
| 14-5-2016 | Hurricanes — Reds       | 29-14 |
| 14-5-2016 | Waratahs — Bulls        | 31-8  |
| 14-5-2016 | Sunwolves — Stormers    | 17-17 |
| 14-5-2016 | Cheetahs — Kings        | 34-20 |
| 14-5-2016 | Lions — Blues           | 43-5  |
| 14-5-2016 | Jaguares — Sharks       | 22-25 |
| rip.      | Chiefs, Force           |       |

|          | 15ª giornata         |       |
| -------- | -------------------- | ----- |
| 1-7-2016 | Chiefs — Crusaders   | 23-13 |
| 1-7-2016 | Brumbies — Reds      | 43-24 |
| 2-7-2016 | Sunwolves — Waratahs | 12-57 |
| 2-7-2016 | Hurricanes — Blues   | 37-27 |
| 2-7-2016 | Rebels — Stormers    | 31-57 |
| 2-7-2016 | Cheetahs — Force     | 30-29 |
| 2-7-2016 | Kings — Highlanders  | 18-48 |
| 2-7-2016 | Lions — Sharks       | 37-10 |
| 2-7-2016 | Jaguares — Bulls     | 29-11 |

### Classifica
Il regolamento prevede l'assegnazione di 4 punti in caso di vittoria, 2 punti in caso di pareggio e nessun punto in caso di sconfitta. Inoltre sono assegnati punti bonus in casi particolari:
- 1 punto in caso di sconfitta con uno scarto di 7 punti o meno nel punteggio;
- 1 punto nel caso in cui una squadra segni almeno 3 mete più dell'avversario.[4]

| OQF                      |    | Squadra        | G  | V  | N | P  | Bye | PF  | PS  | P±   | B | Pt |
| ------------------------ | -- | -------------- | -- | -- | - | -- | --- | --- | --- | ---- | - | -- |
| Conference Australia     |    |                |    |    |   |    |     |     |     |      |   |    |
|                          | 4  | Brumbies       | 15 | 10 | 0 | 5  | 0   | 425 | 326 | 99   | 3 | 43 |
|                          | 10 | Waratahs       | 15 | 8  | 0 | 7  | 0   | 413 | 317 | 96   | 8 | 40 |
|                          | 12 | Rebels         | 15 | 7  | 0 | 8  | 0   | 365 | 486 | −121 | 3 | 31 |
|                          | 15 | Reds           | 15 | 3  | 1 | 11 | 0   | 290 | 458 | −168 | 3 | 17 |
|                          | 16 | Western Force  | 15 | 2  | 0 | 13 | 0   | 260 | 441 | −181 | 5 | 13 |
| Conference Nuova Zelanda |    |                |    |    |   |    |     |     |     |      |   |    |
|                          | 1  | Hurricanes     | 15 | 11 | 0 | 4  | 0   | 458 | 314 | 144  | 9 | 53 |
|                          | 5  | Highlanders    | 15 | 11 | 0 | 4  | 0   | 422 | 273 | 149  | 8 | 52 |
|                          | 6  | Chiefs         | 15 | 11 | 0 | 4  | 0   | 491 | 341 | 150  | 7 | 51 |
|                          | 7  | Crusaders      | 15 | 11 | 0 | 4  | 0   | 487 | 317 | 170  | 6 | 50 |
|                          | 11 | Blues          | 15 | 8  | 1 | 6  | 0   | 374 | 380 | −6   | 5 | 39 |
| Conference Africa 1      |    |                |    |    |   |    |     |     |     |      |   |    |
|                          | 3  | Stormers       | 15 | 10 | 1 | 4  | 0   | 440 | 274 | 166  | 9 | 51 |
|                          | 9  | Bulls          | 15 | 9  | 1 | 5  | 0   | 399 | 339 | 60   | 4 | 42 |
|                          | 14 | Cheetahs       | 15 | 4  | 0 | 11 | 0   | 377 | 425 | −48  | 5 | 21 |
|                          | 18 | Sunwolves      | 15 | 1  | 1 | 13 | 0   | 293 | 627 | −334 | 3 | 9  |
| Conference Africa 2      |    |                |    |    |   |    |     |     |     |      |   |    |
|                          | 2  | Lions          | 15 | 11 | 0 | 4  | 0   | 535 | 349 | 186  | 8 | 52 |
|                          | 8  | Sharks         | 15 | 9  | 1 | 5  | 0   | 360 | 269 | 91   | 5 | 43 |
|                          | 13 | Jaguares       | 15 | 4  | 0 | 11 | 0   | 376 | 427 | −51  | 6 | 22 |
|                          | 17 | Southern Kings | 15 | 2  | 0 | 13 | 0   | 282 | 684 | −402 | 1 | 9  |

## Fase a play-off
|  | Quarti di finale | Quarti di finale | Quarti di finale |       |          | Semifinali | Semifinali | Semifinali |  |  | Finale | Finale     | Finale |
|  |                  |                  |                  |       |          |            |            |            |  |  |        |            |        |
|  | 1                | Hurricanes       | 41               |       |          |            |            |            |  |  |        |            |        |
|  | 8                | Sharks           | 0                |       |          |            |            |            |  |  |        |            |        |
|  | 8                | Sharks           | 0                |       | 1        | Hurricanes | 25         |            |  |  |        |            |        |
|  |                  |                  |                  |       | 1        | Hurricanes | 25         |            |  |  |        |            |        |
|  |                  | 6                | Chiefs           | 9     |          |            |            |            |  |  |        |            |        |
|  | 3                | 6                | Chiefs           | 9     | Stormers | 21         |            |            |  |  |        |            |        |
|  | 3                |                  |                  |       | Stormers | 21         |            |            |  |  |        |            |        |
|  | 6                | Chiefs           | 60               |       |          |            |            |            |  |  |        |            |        |
|  |                  |                  |                  |       |          |            |            |            |  |  | 1      | Hurricanes | 20     |
|  |                  |                  | 2                | Lions | 3        |            |            |            |  |  |        |            |        |
|  | 4                | Brumbies         | 9                |       |          |            |            |            |  |  |        |            |        |
|  | 5                | Highlanders      | 15               |       |          |            |            |            |  |  |        |            |        |
|  | 5                | Highlanders      | 15               |       | 2        | Lions      | 42         |            |  |  |        |            |        |
|  |                  |                  |                  |       | 2        | Lions      | 42         |            |  |  |        |            |        |
|  |                  | 5                | Highlanders      | 30    |          |            |            |            |  |  |        |            |        |
|  | 2                | 5                | Highlanders      | 30    | Lions    | 42         |            |            |  |  |        |            |        |
|  | 2                |                  |                  |       | Lions    | 42         |            |            |  |  |        |            |        |
|  | 7                | Crusaders        | 25               |       |          |            |            |            |  |  |        |            |        |

### Quarti di finale
| Arbitro: | Angus Gardner |

|                           |      |                       |
|                           | mt   | 36’ Naholo 56’ Squire |
|                           | tr   | 36’ Sopoaga           |
| 10’, 17’, 51’ Lealiʻifano | c.p. | 4’ Sopoaga            |

| Arbitro: | Glen Jackson |

|                                                                         |      |  |
| 17’ Uhila 21’ Marshall 47’ Woodward 50’ Fifita 59’ Perenara 80’ Shields | mt   |  |
| 47’, 50’, 59’ Barrett 80’ Woodward                                      | tr   |  |
| 14’ Barrett                                                             | c.p. |  |

| Arbitro: | Craig Joubert |

|                                                           |      |                                      |
| 2’ Skosan 7’ v. Rensburg 40’ Marx 69’ Combrink 74’ Cronjé | mt   | 33’ Crotty 63’ Drummond 80’ Volavola |
| 7’, 40’, 69’, 74’ Jantjies                                | tr   | 33’, 63’ Mo'unga                     |
| 15’, 62’ Jantjies                                         | c.p. | 20’, 47’ Mo'unga                     |

| Arbitro: | Jaco Peyper |

|                                  |      | |
| 11’, 39’ Koch 72’ Carr           | mt   | 14’ McNicol 17’ Weber 24’ Sanders 34’ Lowe 46’ McKenzie 75’ Elliot 79’ Koloamatangi 80+1’ Kerr-Barlow |
| 11’, 39’ R. du Preez 72’ Thomson | tr   | 14’, 17’, 24’, 34’, 75’, 79’, 80+1’ McKenzie                                                          |
|                                  | c.p. | 4’, 29’ McKenzie                                                                                      |

### Semifinali
| Arbitro: | Angus Gardner |

|                                  |      |                        |
| 6’ Halaholo 34’ Barrett 47’ Vito | mt   |                        |
| 35’, 48’ Barrett                 | tr   |                        |
| 32’, 55’ Barrett                 | c.p. | 10’, 39’, 51’ McKenzie |

| Arbitro: | Jaco Peyper |

|                                                                |      |                                                 |
| 11’ Jantjies 24’ van Rensburg 45’ Skosan 54’ Kriel 73’ Erasmus | mt   | 47’ Faddes 65’ Sopoaga 74’ Naholo 80+1’ Wheeler |
| 12’, 25’, 55’, 74’ Jantjies                                    | tr   | 75’, 80+2’ Sopoaga                              |
| 20’, 44’, 51’ Jantjies                                         | c.p. | 19’, 40’ Sopoaga                                |

### Finale
| Arbitro: | Glen Jackson |

| |              | |
| 21’ Jane 68’ Barrett | mt           | |
| 22’, 69’ Barrett | tr           | 22’, 25’ Jantjies |
| 11’, 51’ Barrett | c.p.         | |
| · 75’ Loni Uhila · 42’ 56’ 59’ Dane Coles (c) · 51’ Ben May · Vaea Fifita · 73’ Michael Fatialofa · 73’ Brad Shields · Ardie Savea · Victor Vito · 76’ TJ Perenara · Beauden Barrett · 69’ Jason Woodward · 49’ Willis Halaholo · Matt Proctor · Cory Jane · James Marshall | Formazioni   | · Dylan Smith 69’ · Malcolm Marx 69’ · Julian Redelinghuys 73’ · Andries Ferreira 73’ · Franco Mostert · Jaco Kriel · Warwick Tecklenburg · Warren Whiteley (c) 69’ · Francois de Klerk 67’ · Elton Jantjies · Courtnall Skosan · Rohan Janse van Rensburg 56’ 63’ 73’ · Lionel Mapoe · Ruan Combrinck · Andries Coetzee 69’ |
| · 42’ 56’ 59’ Ricky Riccitelli · 51’ Chris Eves · 75’ Michael Kainga · 73’ Mark Abbott · 73’ Callum Gibbins · 76’ Jamison Gibson-Park · 49’ Vince Aso · 69’ Julian Savea | Sostituzioni | · Armand van der Merwe 69’ · Corne Fourie 69’ · Jacques Van Rooyen 73’ · Lourens Erasmus 73’ · Ruan Ackermann 69’ · Ross Cronje 67’ · Howard Mnisi 56’ 63’ 73’ · Jaco van der Walt 69’ |
| Chris Boyd | Allenatori   | Johann Ackermann |